# Międzynarodowy czas atomowy
Międzynarodowy czas atomowy (TAI, fr. Temps Atomique International, ang. International Atomic Time) – międzynarodowy standard pomiaru czasu, utworzony w 1955 r., bazujący na uśrednieniu czasu mierzonego przez wiele cezowych zegarów atomowych na całym świecie. TAI jest utrzymywany przez Międzynarodowe Biuro Wag i Miar (Bureau International des Poids et Mesures (BIPM)), światowe ciało zarządzające pomiarami czasu dla celów cywilnych. TAI jest podstawą Universal Time Coordinated (UTC).